# Władcy Montpensier

Herb książąt Montpensier

## Seniorzy Montpensier

### Dynastia Thiern
- XII w.: Gwidon de Thiern
- XII w.: Agnieszka de Thiern

### Dynastia Beaujeu
- ??? – 1216: Guichard I
- 1216–1256: Guichard II
- 1256–1285: Humbert II
- 1285–1308: Joanna

### Dynastia Dreux
- 1308–1329: Robert V
- 1329–1331: Jan III
- 1331–1345: Piotr I
- 1345–1346: Joanna I

### Dynastia Ventadour
- 1346–1384: Bernard

## Hrabiowie Montpensier

### Walezjusze, linia de Berry
- 1386–1401: Jan II de Berry
- 1401–1416: Jan I de Berry
- 1416–1434: Maria de Berry

### Burbonowie
- 1434–1486: Ludwik I
- 1486–1496: Gilbert
- 1496–1501: Ludwik II
- 1501–1525: Karol I

## Książęta Montpensier
- 1539–1561: Ludwika
- 1561–1582: Ludwik III
- 1582–1592: Franciszek
- 1592–1608: Henryk
- 1608–1627: Maria
- 1627–1693: Anna
- 1693–1701: Filip I
- 1701–1723: Filip II
- 1723–1752: Ludwik IV
- 1752–1785: Ludwik Filip I
- 1785–1793: Ludwik Filip II (Philippe Égalité)

## Tytuł kurtuazyjny
- 1793–1807: Antoni Filip Orleański (drugi syn Ludwika Filipa II)
- 1824–1890: Antoni Orleański (najmłodszy syn króla Ludwika Filipa I)
- 1884–1924: Ferdynand Orleański (najmłodszy syn Filipa, hrabiego Paryża)
- od 1984: Maria Teresa Wirtemberska (była żona Henryka, księcia Francji)